# Decantare

Decantarea unui lichid dintr-un solid

Decantarea este operația de sedimentare sub acțiunea gravitației a particulelor solide aflate în amestecuri non-miscibile, precum este o suspensie a unui solid într-un lichid. E folosită frecvent în alimentația cu apă, ca primă fază de limpezire a apei de suprafață sau în procesul de recuperare a apelor uzate, la stațiile de epurare. Decantarea se folosește și în diverse procese chimice și hidrometalurgice (de exemplu în procesul tehnologic de preparare mecanică a minereurilor), dar și în industria alimentară (de exemplu la vinificație și prepararea berii). Decantarea pe scară largă se face în bazine de decantare numite și decantoare. 

## Legături externe
- „decantare” la DEX online